# Partei der Unabhängigen
Die Partei der Unabhängigen (PDU) war eine in den 1970ern und 1980ern aktive politische Partei aus Südtirol.

## Geschichte
Die PDU hatte ihre Wurzeln im Wahlverband der Unabhängigen um den ehemaligen SVP-Exponenten Hans Dietl, der sich 1972 als Paket-Gegner erfolglos um einen Sitz im italienischen Senat beworben hatte. Nach einem ersten erfolglosen Antreten 1973 konnte die PDU bei den Wahlen 1978 ein Restmandat für den Südtiroler Landtag und damit gleichzeitig für den Regionalrat Trentino-Südtirol erringen, das Hans Lunger wahrnahm. 1983 wurde Gerold Meraner einziger Abgeordneter der PDU. 1987 erfolgte die Umwandlung in die Freiheitliche Partei Südtirols, die 1989 in der Union für Südtirol aufging.
Die PDU präsentierte sich als eine „christlichen Grundsätzen verbundene Bewegung“ ohne spezifische ideologische Orientierung. Die anfangs eher liberal ausgerichtete Politik wandte sich in späteren Jahren zunehmend dem Rechtskonservatismus zu. Aufgrund ihres populistischen Agitierens gegen „die da oben“ kann die PDU als erste Südtiroler Protestpartei betrachtet werden.